# Список персонажей Digimon Adventure
В настоящей статье представлен список персонажей первых двух аниме-сериалов медиафраншизы Digimon — Digimon Adventure и Digimon Adventure 02. Первый сериал впервые демонстрировался в Японии с 7 марта 1999 по 26 марта 2000 года, второй сериал — со 2 апреля 2000 по 25 марта 2001 в качестве прямого продолжения первого.

## Избранные дети

### Таити Ягами и Агумон
- Таити Ягами (яп. 八神 太一 Ягами Таити) — персонаж вселенной Digimon; предводитель Избранных детей, главный герой сериала Digimon Adventure[1], также присутствующий в Digimon Adventure 02. В первом сериале Таити одиннадцать лет, во втором — четырнадцать. Мальчишка среднего роста с растрёпанными каштановыми волосами. Отличный футболист, смелый, прирождённый лидер. Очень любит свою младшую сестрёнку, Хикари. Его лучшая подруга — Сора Такэноути[2].

Таити — довольно взбалмошный мальчуган, действующий спонтанно, не думая о последствиях, из-за чего его друзьям нередко приходится его сдерживать. К тому же его неоспоримая роль в качестве предводителя группы порой делает его крайне резким, нетерпеливым и властным, как например в серии Ankoku Shinka! SkullGraymon. Поначалу он часто ссорится с Ямато, и иногда дело доходит до настоящей драки, как например в серии Gekitotsu! Reitou Digimon, но к концу сюжета они становятся лучшими друзьями. Таити имеет знак Храбрости, который он добывает в 15 серии вскоре, после первой встречи с Этемоном. В ходе сюжета он также познаёт, что истинная храбрость заключается не только в сражениях с врагами, но и в столкновении лицом к лицу со своими страхами.
Спустя четыре года после событий первого сериала Таити поступает в среднюю школу. Он отдаёт Дайскэ, главному герою второго сериала, свои старые очки. Через 25 лет Таити и Агумон становятся дипломатическими представителями в реальном и цифровом мирах. Женат, имеет сына, напарник которого — Коромон. Также выясняется что Таити теперь стрижёт волосы.
Персонаж был создан художником Кацуёси Накацуру. По словам сценариста Сатору Нисидзоно, создатели сериала дали ему имя Таити, поскольку кандзи, которыми оно записывается, связаны с понятием «удача». Роль озвучивает Тосико Фудзита.
- Агумон (アグモン Агумон) — дигимон-рептилия атрибута «Вакцина» уровня «Ребёнок». Представляет собой оранжевого динозаврика с зелёными глазами и тремя когтями на каждой из лап[8]. Сорвиголова, как и его хозяин, но, в отличие от Таити, имеет прекрасный темперамент и любит помогать. Имя Агумон относится к этому дигимону только на уровне «Ребёнок». Как и другие дигимоны, Агумон имеет способность эволюционировать — то есть развиваться в более мощную, чем предыдущая, форму, также имеющую собственное имя. Тем не менее, форма «Ребёнок» является наиболее распространённой.

Агумон — имя двух вымышленных персонажей вселенной Digimon. Оба дигимона относятся к одному и тому же виду и выглядят одинаково, за исключением некоторых деталей, но отличаются друг от друга стадиями эволюции. Первый (описанный выше) является одним из главных героев Digimon Adventure и Digimon Adventure 02, в то время как второй присутствует в аниме-сериале Digimon Savers. В Digimon Adventure Агумон является напарником Таити. По прибытии в цифровой мир, мальчик встречается с Агумоном, когда тот находился в форме уровня «Малыш» — Коромона. Затем Коромон эволюционировал до уровня «Ребёнок», чтобы защитить Таити от Кувагамона. Основные боевые приёмы — «Язычок пламени» (ベビーフレイム) и «Острый коготь» (するどいツメ). Роль озвучивает Тика Сакамото.
Стадии эволюции
| - Ботамон (ボタモン Ботамон) — форма Агумона на уровне «Новорожденный». Представляет собой чёрный меховой шарик с двумя маленькими ушами и двумя жёлтыми глазами. Как и большинство новорожденных дигимонов, совершенно безобидный. Появляется в 12 и 13 сериях. |
| - Коромон (コロモン Коромон) — форма Агумона на уровне «Малыш», предшествующая форме уровня «Ребёнок» — Агумона. Именно в этой форме Таити встречается с ним в 1-й серии прежде, чем эволюционировать для схватки с Кувагамоном. Представляет собой розовую голову без туловища с длинными ушами и несколькими острыми зубками. |
| - Греймон (グレイモン Гурэймон) — форма Агумона на уровне «Взрослый». Представляет собой оранжевого тираннозавра со светло-голубыми полосами на теле и коричневым защитным черепом с тремя длинными рогами (один из них на носу). На передних лапах — по три пальца размером чуть больше, чем у тираннозавра. Ростом значительно превосходит человека. Впервые Агумон эволюционировал в Греймона во 2-й серии, чтобы защитить Таити от дигимона-моллюска Шеллмона. Основные боевые приёмы — «Мега-пламя» (メガフレイム) и «Большой рог» (グレートアントラー). |
| - Скалл Греймон (スカルグレイモン Сукаругурэймон) — альтернативная форма Агумона на уровне «Совершенный». Представляет собой гигантский скелет Греймона с ракетной пусковой установкой на спине. Дигимон-скелет атрибута «вирус», описанный Тэнтомоном как наводящий ужас на других дигимонов. Эволюционируя в эту форму Агумон становится неуправляемым даже самим собой и без различия нападает как на врагов, так и на друзей. СкаллГреймон появляется в 16-й серии, где Таити, будучи единственным, кто нашёл знак, позволяющий его дигимону эволюционировать до совершенного уровня, чувствует себя ответственным и ведёт себя крайне авторитарно по отношению к другим, в том числе к Агумону. Полагая, что для такой эволюции дигимоны должны быть сыты, он перекармливает Агумона, столкав ему всю еду, даже ту, что предназначалась другим дигимонам. Позднее Избранные дети и их дигимоны попадают устроенную Этемоном ловушку, а Агумон остаётся один на один с дрессированным Греймоном. Агумон, в свою очередь, эволюционирует в Греймона и противостоит дрессированному сородичу, но, из-за переедания, оказывается в невыгодном положении. Когда Избранным детям удаётся выбраться из ловушки, Таити пытается заставить Греймона эволюционировать до совершенного уровня, добровольно подвергнув себя опасности. Знак приводится в действие, но из-за плохого обращения Греймон не эволюционирует должным образом, а превращается в Скалл Греймона. Он в самом деле с лёгкостью побеждает Греймона Этемона, но потом он восстаёт на Избранных детей и жёстко отразил нападение Гарурумона, Бёрдрамона и Кабутеримона, пытавшихся усмирить его. Наконец он, полностью истощённый от битв, превращается в Коромона. Этот случай показал Избранным детям, как их отношение к их дигимонам может повлиять на них, в частности Таити, плохо обращавшемуся с Агумоном. Основной боевой приём — «Эпицентр» (グラウンドゼロ). |
| - Метал Греймон (メタルグレイモン Мэтаругурэймон) — истинная форма Агумона на уровне «Совершенный». Представляет собой гигантского Греймона-киборга, в несколько раз превосходящего по размеру Греймона на уровне «Взрослый» и очень на него похожего. Имеет металлический шлем вместо защитного черепа, фиолетовые крылья и рыжую гриву. Его левая рука роботизирована, как и грудь, которая может открываться для выведения пусковых ракет. Часть кожи у него на хвосте разорвана, обнажая другой протез. В первый раз Греймон эволюционировал в Метал Греймона в 20-й серии, во время решающей битвы с Этемоном. Решимость и смелость, проявленные Таити перед последним препятствием при максимально активности знака храбрости во второй раз, позволили Греймону развиться должным образом и победить Этемона. Основные боевые приёмы — «Гига-разрушитель» (ギガデストロイヤー) и «Рука-трезубец» (トライデントアーム). |
| - Вор Греймон (ウォーグレイモン О:гурэймон) — форма Агумона на уровне «Абсолютный». Представляет собой человекоподобного Греймона, облачённого в золотую и серебряную броню, щит с нанесённым на него знаком Храбрости у него на спине, защищающий предплечье, и вооружённого гигантскими когтями. Голова очень похожа на голову Метал Греймона, но по размеру она меньше, чем тело, и имеет более короткую морду. Прозван «Грозой драконов» из-за его способности с лёгкостью поражать дигимонов-драконов. Появляется в 38-39 сериях во время битвы с Веном Вамдемоном. Основные боевые приёмы — «Сила Геи» (ガイアフォース) и «Смерч храбрости» (ブレイブトルネード). |
| - Омегамон (オメガモン Омэгамон) — слияние Вор Греймона и Метал Гарурумона. Представляет собой подобие рыцаря в белых доспехах и красной мантии, с увеличенными головами Вор Греймона вместо левой руки и Метал Гарурумона — вместо правой. Находится на уровне «Абсолютный», но появляется в результате слияния двух дигимонов уровня «Абсолютный», обладает исключительной мощью. Впервые появляется в фильме Bokura no War Game в ходе борьбы с Диабломоном. Основные боевые приёмы — «Серебряный меч» (グレイソード) и «Ревущая пушка» (ガルルキャノン). |

### Ямато Исида и Габумон
- Ямато Исида (石田 ヤマト Исида Ямато) — персонаж игровой вселенной Digimon. Один из Избранных детей, появляющийся в Digimon Adventure и Digimon Adventure 02. В первом сериале Ямато одиннадцать лет, во втором — четырнадцать. Довольно рослый блондин. Поскольку его родители в разводе, они с отцом живут отдельно от мамы и младшего брата Такэру, с которым у Ямато сложились очень тёплые отношения, несмотря на то, что он безмерно печётся о Такэру, ещё не понимая, что тот вырос и может сам за себя постоять. Имеет талант в игре на губной гармонике, оценённый его товарищем-дигимоном Габумоном.

Будучи нелюдимым и вспыльчивым, Ямато часто делает всё в одиночку и постоянно ссорится с Таити: их соперничество порой приводит к настоящей драке, но в конце концов они становятся лучшими друзьями. После развода родителей он стал замкнутым в себе и никому не рассказывал о своих переживаниях. У Ямато сложились близкие отношения с его дигимоном, Габумоном, ставшим для него другом и напарником. В отличие от Таити и Такэру, отношения с остальными членами группы у него довольно прохладные. Но это не значит, что друзья для него не важны, поскольку когда речь заходит о помощи другу, он способен проявить отчаянную смелость. Знак Ямато — «Дружба». Поначалу он не мог понять, почему он получил этот символ, но в конце концов он понимает о́но и подаёт свою руку дружбы остальным, в том числе Таити.
Ямато — один из популярнейших персонажей в аниме Digimon Adventure. В ходе опроса телезрителей, проведенного на официальном сайте Toei Animation, в разделе, посвящённом дигимонам, Ямато занял первое место среди любимых Избранных детей. В последующих опросах он удерживал за собой первое место, но в окончательном опросе занял второе место, уступив Хикари. Также он занял первые места: среди Избранных детей, в роли которых хотели бы почувствовать себя телезрители, среди Избранных детей, которых зрители предпочли бы в роли братьев, среди Избранных детей, с которыми зрители предпочли бы провести зиму и среди Избранных детей, которых зрители предпочли бы в роли друзей. Ямато занял вторые места: среди Избранных детей, с которыми у зрителей есть много общего, среди Избранных детей, с которыми зрители предпочли бы провести лето, а также среди самых обаятельных и самых сильных Избранных детей. Кроме того, его губная гармоника заняла первое место среди портретных предметов персонажей, которые зрители хотели бы иметь у себя. Роль озвучивает Юто Кадзама.
- Габумон (ガブモン Габумон)

Сэйю — Маюми Ямагути
Уровень: Ребёнок (Child)
Атрибут: Данные
Тип: Рептилия
Имя Габумон является производным от японского «габугабу», что означает жадно пить. Достаточно пугливый дигимон. На голове у него есть рог, а на спине он всегда носит шкуру Гарурумона, без которой его пока никто и никогда не видел.
Атаки
Маленькое пламя: выпускает изо рта голубое пламя.

Атака рогом: стремительно атакует рогом.
Эволюционная линейка:
| Уровень                | Эволюция Габумона                        |
| ---------------------- | ---------------------------------------- |
| Новорожденный (Baby I) | Пунимон                                  |
| Малыш (Baby II)        | Цуномон                                  |
| Ребёнок (Child)        | Габумон                                  |
| Взрослый (Adult)       | Гарурумон                                |
| Совершенный (Perfect)  | Вер Гарурумон                            |
| Абсолютный (Ultimate)  | Метал Гарурумон Омегамон (+ Вор Греймон) |

### Сора Такэноути и Пийомон
- Сора Такэноути (武之内 空 Такэноути Сора)

Сэйю: Юко Мидзутани
Цвет дигивайса: красный
Знак: Любовь
Дигимон-партнёр: Пийомон
Сора очень милая, добрая и заботливая девочка. В большинстве случаев она является «разумным» голосом компании. Когда Сора узнала, что означает её знак, то решила, что он никогда не засияет, потому что она считала, что росла совсем без любви. Соре казалось, что её мама заботится только об репутации иэмото (семья Соры известна традиционной икебаной, а её мама является учителем) и думает только о своих цветах, но как только она поняла, что мать всегда заботилась и в первую очередь беспокоилась о ней, то знак любви смог засиять.
В первом сезоне Соре 11 лет, она учится в пятом классе.
Во втором сезоне Соре 14 лет, она учится во втором классе средней школы и занимается теннисом.
- Пийомон (ピヨモン)

Сэйю — Атори Сигемацу
Уровень: Ребёнок (Child)
Атрибут: Вакцина
Тип: Цыплёнок
Пийомон выглядит как большая розовая птица, однако она не может высоко летать, поскольку крылья очень малы и заканчиваются огромными когтями. Однако Биёмон очень добрая и отзывчивая и всегда помогает Соре в беде.
Атаки
Волшебный огонь: взмахивает крыльями и выпускает из-под лап зелёный огонь.
Эволюционная линейка:
| Уровень                | Эволюция Пийомона |
| ---------------------- | ----------------- |
| Новорожденный (Baby I) | Нёкимон           |
| Малыш (Baby II)        | Пёкомон           |
| Ребёнок (Child)        | Пийомон           |
| Взрослый (Adult)       | Бёрдрамон         |
| Совершенный (Perfect)  | Гарудамон         |

### Косиро Идзуми и Тэнтомон
- Косиро Идзуми (泉 光子郎 Идзуми Ко:сиро:) — персонаж игровой вселенной Digimon. Один из Избранных детей, появляющийся в Digimon Adventure и Digimon Adventure 02. В первом сериале ему 10 лет, во втором ему исполняется ещё три. Черноглазый рыжеволосый коротышка[1]. У него есть ноутбук «Пайнэпл», с которым он никогда не расстаётся. Стоит отметить, что Косиро — большой знаток компьютерных технологий и программирования[1], способный с поразительной лёгкостью производить сложные вычисления и анализировать программы. Время от времени он также проявляет знания в других областях. С другой стороны, его объяснения редко бывают ясными, и у него возникают трудности, когда он пытается упростить речь, чтобы сделать её понятнее для друзей. К тому же он настолько пристращён к компьютерам, что может часами работать со своим ноутбуком, пока другие не смогут отвлечь его. Эта страсть, в частности, вызывает в 10-й серии раздражение Мими, которая не поддерживает то, что он постоянно привязан к своему компьютеру и не обращает на неё внимания.[35] Тем не менее, он поддерживает других и без колебаний отрывается от «клавы», чтобы как можно лучше помочь друзьям, когда они в беде. Косиро также очень любознателен и ищет теории о цифровом мире,[36] причинах его и дигимонов существования. Порою он даже задумывается о внеземной жизни. Его любознательность — основа немаловажной добродетели, но она может доставить ему неприятности, так как он склонен забывать об окружающих его опасностях.

В 5-й серии выясняется, что Косиро на самом деле нашёл утешение в информатике после того, как ненароком прознал, что он — приёмыш и отец не хотел ему признаваться в этом, чтобы не отвлекать его от учёбы в школе. Это воспоминание терзало его долгое время, но он любит своих приёмных родителей так же, как если бы они были его кровными, и в итоге примиряется с ними.
На первый взгляд, поскольку Косиро постоянно сидит за компьютером, может показаться, что его не интересует Тентомон, его дигимон-напарник, но на самом деле он обожает его; в 5-й серии, когда одна из его программ случайно перегревает данные Тентомона, он отключает компьютер и спешит посмотреть, что с ним происходит. Точно так же в 24-й серии, временно утратив любознательность из-за коварного Вадемона, Косиро приходит в рассудок, осознав, что его дигимон умирает, если он не обращает на него внимания. Наконец, в 54-й серии он признаётся, что очень любит его. Знак Косиро — «Знания», который он добывает в 16-й серии. Роль озвучивает Уми Тэндзин.
- Тэнтомон (テントモン Тэнтомон)

Сэйю — Такахиро Сакураи
Уровень: Ребёнок (Child)
Атрибут: Вакцина
Класс: Насекомое
Тентомон похож на гигантскую божью коровку. У него две пары крыльев — верхние и нижние, а также 4 лапы — две с «пальцами», вроде рук, и две с уплотнениями для ударов. Говорит на киотском диалекте. Очень умен и хорошо разбирается в современных технологиях.
Атаки
Громовой удар: выпускает между рогов молнию.
Эволюционная линейка:
| Уровень                | Эволюция Тентомона          |
| ---------------------- | --------------------------- |
| Новорожденный (Baby I) | Бабумон                     |
| Малыш (Baby II)        | Мотимон                     |
| Ребёнок (Child)        | Тэнтомон                    |
| Взрослый (Adult)       | Кабутеримон                 |
| Совершенный (Perfect)  | Атлар Кабутеримон (Красный) |

### Мими Татикава и Пальмон
- Мими Татикава (太刀川 ミミ Татикава Мими)

Сэйю: Ай Маэда
Цвет дигивайса: зелёный
Знак: Чистоты
Дигимон-партнёр: Пальмон
В самом начале сериала Мими — очень избалованная и надменная девочка, которая ведет себя крайне эгоистично. Однажды она попадает во дворец Отамомонов и Гэкомонов, которые почитают её как принцессу, потому что её голос способен пробудить их правителя ото сна. Но вместо того, чтобы петь, Мими начинает себя вести ещё хуже — до тех пор, пока не осознаёт свою ошибку. Лишь тогда её знак Чистоты смог засиять.
В первом сезоне Мими 10 лет, она учится в четвёртом классе.
Во втором сезоне Мими 13 лет, она живёт и учится в Америке, лишь иногда приезжая в Японию. Именно она первой узнала, что в других странах света тоже есть Избранные дети.
- Пальммон (パルモン Пальмон)

Сэйю — Сихоми Мидзоваки
Уровень: Ребёнок (Child)
Атрибут: Данные
Тип: Растение
На голове у Пальмон находится красивый тропический цветок, который, если у него хорошее настроение, источает приятный аромат. Однако стоит кому-то напасть на дигимона, как аромат сменяется ужасной вонью! Кроме того, у Пальмон внизу туловища расположены своеобразные корни, с помощью которых она питается и передвигается.
Атаки
Ядовитый плющ: выпускает длинные колючие стебли.
Эволюционная линейка:
| Уровень                | Эволюция Пальмон |
| ---------------------- | ---------------- |
| Новорожденный (Baby I) | Юрамон           |
| Малыш (Baby II)        | Танэмон          |
| Ребёнок (Child)        | Пальмон          |
| Взрослый (Adult)       | Тогемон          |
| Совершенный (Perfect)  | Лилимон          |

### Дзё Кидо и Гомамон
- Дзё Кидо (城戸 丈 Кидо Дзё:)

Сэйю: Масами Кикути
Цвет дигивайса: чёрный
Знак: Искренности
Дигимон-партнёр: Гомамон
Дзё свойственны пессимизм и сомнительность. Порой он бывает нерешительным и ощущает на себе ответственность за всех, ведь он старший. Но со временем он начинает проявлять себя и делать такие поступки, которых от него даже не ожидают.
В первом сезоне Дзё 12 лет, он учится в шестом классе.
Во втором сезоне Дзё 15 лет, и он в основном занят учёбой, но часто помогает новым Избранным.
- Гомамон (ゴマモン Гомамон)

Сэйю — Дзюнко Такеути
Уровень: Ребёнок (Child)
Атрибут: Вакцина Тип: Морской зверь
Гомамон — счастливый обладатель водотталкивающего меха. Красная шерсть на его голове показывает, в каком сейчас расположении духа Дигимон: если шерсть встала дыбом — значит, он в ярости.
Атаки
Марширующие Рыбы: образует огромное количество рыб, нападающих на противника.
Эволюционная линейка:
| Уровень                | Эволюция Гомамона |
| ---------------------- | ----------------- |
| Новорожденный (Baby I) | Пичимон           |
| Малыш (Baby II)        | Пукамон           |
| Ребёнок (Child)        | Гомамон           |
| Взрослый (Adult)       | Иккакумон         |
| Совершенный (Perfect)  | Зудамон           |

### Такэру Такаиси и Патамон
- Такэру Такаиси (高石 タケル, во 2-м сезоне — 高石 岳 Такаиси Такэру)

Сэйю: Хироко Кониси
Цвет дигивайса: жёлтый
Знак: Надежда
Дигимон-партнёр: Патамон
Такэру ещё совсем маленький, поэтому остальные Избранные, особенно его старший брат, проявляют к нему искреннюю заботу. Его родители развелись, и Такэру живёт вместе с мамой, но он очень хочет, чтобы семья вновь была вместе. Порой он бывает слегка плаксив, но со временем он становится сильнее и проявляет самостоятельность.
В первом сезоне Такэру 8 лет, он учится во втором классе.
Во втором сезоне Такэру 11 лет, он учится в пятом классе, а также получает новый дигивайс и становится одним из команды новых избранных. Он учится в одном классе с Хикари и Дайскэ, и вначале принимает одноклассника за Тайти, потому что очень скучает по Цифровому миру.
- Патамон (パタモン Патамон)

Сэйю — Мива Мацумото
Уровень: Ребёнок (Child)
Атрибут: Данные
Тип: Млекопитающие
Патамон — это большая оранжевая морская свинка. На спине у него также есть небольшие крылья, как у летучей мыши. Патамон — очень милый дигимон, он немного наивен, но все равно очень популярен.
Атаки
Воздушный выстрел: стреляет воздухом изо рта.

Телесный удар: бьет противника крыльями.
Эволюционная линейка:
| Уровень                | Эволюция Патамона               |
| ---------------------- | ------------------------------- |
| Новорожденный (Baby I) | Поёмон                          |
| Малыш (Baby II)        | Токомон                         |
| Ребёнок (Child)        | Патамон                         |
| Взрослый (Adult)       | Ангемон                         |
| Совершенный (Perfect)  | Холи Ангемон                    |
| Абсолютный (Ultimate)  | Серафимон                       |
| Броневой (Armor)       | Пегасмон (+Дигименталь Надежды) |
| Совершенный (Perfect)  | Сяккоумон (+Анкиломон)          |

### Хикари Ягами и Тейлмон
- Хикари Ягами (八神 光 Ягами Хикари)

Сэйю: Каэ Араки
Цвет дигивайса: Розовый
Знак: Свет
Дигимон-напарник: Тейлмон
Хикари — очень добрая девочка. Она любит своего старшего брата и благодарна ему за всё, что он для неё делает. Хикари никогда не будет думать о себе, если кому-то из близких, друзей или даже целому миру будет грозить опасность. Она сделает всё, что в её силах.
В первом сезоне Хикари 8 лет. Она заболела и поэтому не поехала в лагерь вместе с братом, поэтому позже всех попала в Цифровой мир.
Во втором сезоне Хикари 11 лет, и она учится в пятом классе, вместе с Такэру и Дайскэ, а также получает новый дигивайс и становится одним из команды новых избранных.
Основная статья: Тейлмон
- Тейлмон (テイルモン Тейлмон)

Сэйю — Юка Токумицу
Уровень: Взрослый (Adult)
Атрибут: Вакцина
Тип: Святой зверь
Имя Тейлмон образовано от английского слова «Тейл», что означает «хвост». Прообразом Тейлмона является кошка. На её полосатом хвосте есть Священное кольцо, которое придает дигимону значительную силу, а также позволяет блокировать удары. Без него же Тейлмон лишь обладает силой, сравнимой с силой дигимона на уровне «Ребёнок».
Атаки
Кошачий удар: стремительно бьет лапой.

Кошачий глаз: гипнотизирует противника взглядом.

Кошачий хвост: использует Священное кольцо, чтобы блокировать атаку.
Эволюционная линейка:
| Уровень                | Эволюция Тейлмона               |
| ---------------------- | ------------------------------- |
| Новорожденный (Baby I) | Снежный Ботамон                 |
| Малыш (Baby II)        | Няромон                         |
| Ребёнок (Child)        | Плотмон                         |
| Взрослый (Adult)       | Тейлмон                         |
| Совершенный (Perfect)  | Ангевумон                       |
| Абсолютный (Ultimate)  | Холидрамон / Офанимон           |
| Броневой (Armor)       | Нефертимон (+Дигименталь Света) |
| Совершенный (Perfect)  | Сильфимон (+Аквиламон)          |

## Новое поколение Избранных

### Дайскэ Мотомия и Ви-мон
- Дайскэ Мотомия (本宮 大輔 Мотомия Дайсукэ)

Сэйю: Рэико Киути
Цвет дигивайса: синий
Дигиментали: Храбрость, Дружба и Чудо
Дигимон-партнёр: Ви-мон
Одиннадцатилетний Дайскэ учится в одном классе со старыми Избранными — Такэру и Хикари. Он становится лидером новой команды. Дайске искренне восхищается своим предшественником, Таити, и поэтому он получает в подарок такие же очки, которыми безумно гордится.
Дайскэ очень храбрый и обладает огромной силой воли, но изредка бывает слишком вспыльчивым и сварливым. Его дигимон Вимон очень похож на Дайске по характеру.
- Ви-мон (ブイモン Буимон)

Сэйю — Дзунко Нода
Уровень: Ребёнок (Child)
Атрибут: Свободный
Тип: Маленький дракон
Внешне Ви-мон похож на маленького синего дракончика с буквой «V» на голове. Он очень отзывчивый и добрый, однако немного нетерпеливый и часто безобразничает и вытворяет глупости.
Атаки
Удар головой: бьет противника головой.

Ви-удар: стремительно атакует лапами.
Эволюционная линейка:
| Уровень                | Эволюция Вимона                                                                                  |
| ---------------------- | ------------------------------------------------------------------------------------------------ |
| Новорожденный (Baby I) | Чикомон                                                                                          |
| Малыш (Baby II)        | Тибимон                                                                                          |
| Ребёнок (Child)        | Ви-мон                                                                                           |
| Взрослый (Adult)       | Икс Ви-мон                                                                                       |
| Броневой (Armor)       | Флейдрамон (+дигименталь Храбрости) Лайдрамон (+дигименталь Дружбы) Магнамон (+дигименталь Чуда) |
| Совершенный (Perfect)  | Пайлдрамон (+Стингмон)                                                                           |
| Абсолютный (Ultimate)  | Империалдрамон: Режим Дракона Империалдрамон Режим Бойца Империалдрамон Режим Паладина           |

### Мияко Иноуэ и Хоукмон
- Мияко Иноуэ (井ノ上 京 Иноуэ Мияко)

Сэйю: Рио Нацуки
Цвет дигивайса: красный
Дигиментали: Любви и Чистоты
Дигимон-партнёр: Хоукмон
Она — самая старшая в группе, но иногда может очень сильно раздражать. Это происходит в основном потому, что Мияко часто нервничает и сомневается, стоит ли ей принять участие в бою, или же лучше остаться в стороне, чтобы не пораниться.
Её родители — владельцы супермаркета, откуда Мияко часто приносит еду для дигимонов. Кроме того, она отлично разбирается в технике и интересуется всем, что связано с компьютерами. Она очень любопытна, но иногда слишком эмоциональна.
- Хоукмон (ホークモン Хо:кумон)

Сэйю — Коити Тотика
Уровень: Ребёнок (Child)
Атрибут: Свободный
Тип: Птица
Хоукмон очень серьёзный и ответственный. Он похож на маленького алого орла, на голове у него перо, как у индейца. Он умеет летать благодаря большим крыльям, однако обычно ходит по земле.
Атаки
Перьевой удар: выпускает из крыльев бумеранг из перьев.
Эволюционная линейка:
| Уровень                | Эволюция Хоукмона                                              |
| ---------------------- | -------------------------------------------------------------- |
| Новорожденный (Baby I) | Пурурумон                                                      |
| Малыш (Baby II)        | Поромон                                                        |
| Ребёнок (Child)        | Хоукмон                                                        |
| Взрослый (Adult)       | Аквиламон                                                      |
| Броневой (Armor)       | Холсмон (+дигименталь Любви) Сюримон (+дигиментал Искренности) |
| Совершенный (Perfect)  | Сильфимон (+Тейлмон)                                           |

### Иори Хида и Армадимон
- Иори Хида (火田 伊織 Хида Иори)

Сэйю: Мэгуми Урава
Цвет дигивайса: жёлтый
Дигиментали: Знаний и Искренности
Дигимон-партнёр: Армадимон
Иори всего 9 лет, и он — самый младший из новой команды Избранных. После смерти отца он живёт с матерью и дедушкой, который обучает его боевым искусствам. Он очень молчалив и предпочитает всеми силами избежать боя, считая, что бороться против злых дигимонов — все равно что убивать ни в чём не повинных людей.
Иногда он не понимает остальных избранных и часто расходится с ними во мнениях, хотя спорить не любит.
- Армадимон (アルマジモン Армадимон)

Сэйю — Мэгуми Урава
Уровень: Ребёнок (Child)
Атрибут: Свободный
Тип: Млекопитающие
Армадимон очень похож на маленького броненосца. Он немного неуклюжий, но очень сильный. Он умеет плавать, а его панцирь настолько твердый, что позволяет резать стекло!
Атаки
Алмазный панцирь: ослепляет противника бликами панциря.

Алмазный бур: выпускает из лапы острый бур.
Эволюционная линейка:
| Уровень                | Эволюция Армадимона                                               |
| ---------------------- | ----------------------------------------------------------------- |
| Новорожденный (Baby I) | Тсубумон                                                          |
| Малыш (Baby II)        | Упамон                                                            |
| Ребёнок (Child)        | Армадимон                                                         |
| Взрослый (Adult)       | Анкиломон                                                         |
| Броневой (Armor)       | Дигмон (+дигименталь Мудрости) Субмаримон (+дигиментал Честности) |
| Совершенный (Perfect)  | Сяккоумон (+Ангемон)                                              |

### Кэн Итидзёдзи и Ворммон
- Кэн Итидзёдзи (一乗寺 賢 Итидзё:дзи Кэн) — персонаж игровой вселенной Digimon. Впервые появляется в облике Кайзера Дигимонов. После того, как Кайзер терпит поражение от Избранных детей, вторгшаяся в душу Кэна тьма покидает его и выясняется, что Кэн является одним из Избранных детей. Сначала Кэн, полный раскаяния за беды, причинённые им Цифровому миру, отказывается присоединяться к группе. Но после убеждений со стороны Дайскэ он соглашается стать его другом и присоединяется к нему в борьбе со злом. Кэн — умственно одарённый, но замкнутый в себе мальчик. Как и Хикари, он шаг за шагом учится общаться с остальными ребятами. Его дигимон-партнёр — Ворммон. Хотя его знак пригодился бы в битве с Апокалимоном (53 и 54 серии 1-го сериала), он не засиял, поскольку в то время разум Кэна уже был омрачён тьмой, препятствовавшей силе знака. Спустя 25 лет он женится на Мияко и у них растут двое детей; Мияко работает домохозяйкой, а Кэн — сыщиком. Роль озвучивает Пак Ро Ми.
- Ворммон (ワームモン Ва̄мумон)

Сэйю — Наодзуми Такахаси
Уровень: Ребёнок (Child)
Атрибут: Свободный
Тип: Личинка
Ворммон очень нежный, милый, застенчивый и хрупкий. Он похож на большую зелёную гусеницу с символом Доброты на голове. Вначале Кэн всячески его избивает и унижает, но Ворммон помогает ему, несмотря ни на что, стараясь отговорить его от идеи захвата мира. Однако, потеряв его, Кэн понимает, как он был ему дорог, и возвращает себе. Имя Ворммон образовано от англ. worm ‘червяк’.
Атаки
Паутина: выпускает изо рта клейкие нити.
Эволюционная линейка:
| Уровень                | Эволюция Ворммона                                                                      |
| ---------------------- | -------------------------------------------------------------------------------------- |
| Новорожденный (Baby I) | Лифмон                                                                                 |
| Малыш (Baby II)        | Миномон                                                                                |
| Ребёнок (Child)        | Ворммон                                                                                |
| Взрослый (Adult)       | Стингмон                                                                               |
| Совершенный (Perfect)  | Пайлдрамон (+Икс Ви-мон)                                                               |
| Абсолютный (Ultimate)  | Империалдрамон: Режим Дракона Империалдрамон Режим Бойца Империалдрамон Режим Паладина |